# Antemnas
41°56′16″N 12°30′00″E / 41.937900, 12.500000
Antemnas  fue una antigua ciudad del Lacio situada en la confluencia del Tíber y el Anio.

## Ubicación
Estaba a unos cuatro o cinco kilómetros de Roma, en la confluencia del Tíber y el Anio, sobre una colina de moderada extensión y empinadas laderas, al oeste de la via Salaria.

## Historia
Todos los autores clásicos que la nombraron coincidieron en describirla como una ciudad muy antigua. Virgilio la mencionó entre las cinco grandes ciudades que se opusieron al desembarco de los troyanos de Eneas; Silio Itálico dijo que era más antigua que Crustumerium; Dionisio de Halicarnaso la llamó la ciudad de los aborígenes y, en un pasaje, afirmó que fue fundada por ellos mientras que en otro que estos se la arregataron a los sículos.
Dada su proximidad a Roma, fue una de las primeras en chocar con el ascenso de esta ciudad. Con Caenina y Crustumerium, tomó las armas para vengar el rapto de las sabinas, aunque infructuosamente porque Rómulo la conquistó, trasladó a sus habitantes a Roma y fundó en su lugar una colonia. Tras la expulsión de Tarquinio el Soberbio, Antemnas fue una de las primeras ciudad que se reveló en favor del rey depuesto.
Después de esto, desapareció de la historia como ciudad independiente, ya sea porque fue reducida a la insignificancia, ya porque fue destruida. No se encontraba entre las treinta ciudades de la Liga Latina. Varrón dijo de ella que estaba en completa decadencia y, aunque Dionisio comentó que estaba habitada en su tiempo, según Estrabón era una mera aldea y una propiedad privada. Plinio el Viejo la incluye en las ciudades latinas desaparecidas.
Sin embargo, todavía se la mencionó en la Antigüedad en otras dos ocasiones: la primera en la batalla de la Puerta Colina, cuando el ala izquierda de los samnitas fue perseguido por Craso hasta Antemnas, donde se rindieron a Sila al día siguiente; la segunda, en el año 409, cuando Alarico acampó en Antemnas de camino de Roma.